# Eede
Eede es una localidad del municipio de Esclusa, en la provincia de Zelanda (Países Bajos). Está situada junto a la frontera con Bélgica, a unos 3 km de Aardenburg, ciudad belga. Desde el 2016, existe inmigración desde Bélgica y casi la mitad de los habitantes en Eede son de origen belga directo. 
El pueblo tiene 925 habitantes según cifras publicadas en el 2023.
Hasta 1941 contó con municipio propio.